# No Reply (The Beatles)
No Reply è un brano musicale dei Beatles, composto da John Lennon e accreditato al duo Lennon-McCartney, contenuto nell'album Beatles for Sale.

## Il brano

### Composizione e registrazione
Composta da Lennon probabilmente nella vacanza del maggio 1964, No Reply fu registrata inizialmente il 3 giugno per il cantante della North End Music Stores Tommy Quickly, esibendo un ritmo bossa nova. Il testo, che è anche la prima composizione compiuta di Lennon, narra la delusione cocente del protagonista dell'appresa dell'apparente infedeltà della fidanzata e di non riuscire a comunicare con lei («They said it wasn't you / But I saw you peep through / Your window» / «Hanno detto che non eri tu / Ma io ti ho visto sbirciare / Dalla finestra»). Lennon trae ispirazione da altri due brani, Silhouettes, successo dei The Rays, quartetto R&B, e From a Window, canzone composta da McCartney per Billy J. Kramer, un altro artista scoperto da Epstein e messo sotto contratto dalla NEMS.
Registrata quindi dai Beatles il 30 settembre in una seduta serale, il brano richiese sei registrazioni. Nel mixaggio finale decisero di utilizzare il tracking e l'eco per dare spazialità e profondità al brano. L'incisiva sezione a contrasto con la voce di Lennon raddoppiata fu ripetuta dopo la strofa seguente, aggiungendo un minuto di durata al brano, ma l'idea venne infine scartata lasciando secondo il critico musicale Ian MacDonald «i trenta secondi più eccitanti della loro produzione». No Reply è la traccia di apertura di Beatles for Sale, che a differenza dei tre precedenti album si apre con un pezzo lento.

## Formazione[4]
- John Lennon – voce, chitarra ritmica acustica, battiti di mani
- Paul McCartney – voce, basso, battiti di mani
- George Harrison – chitarra ritmica acustica, battiti di mani
- Ringo Starr – batteria, battiti di mani
- George Martin – pianoforte